# توم سكوت (مدرب كرة سلة)

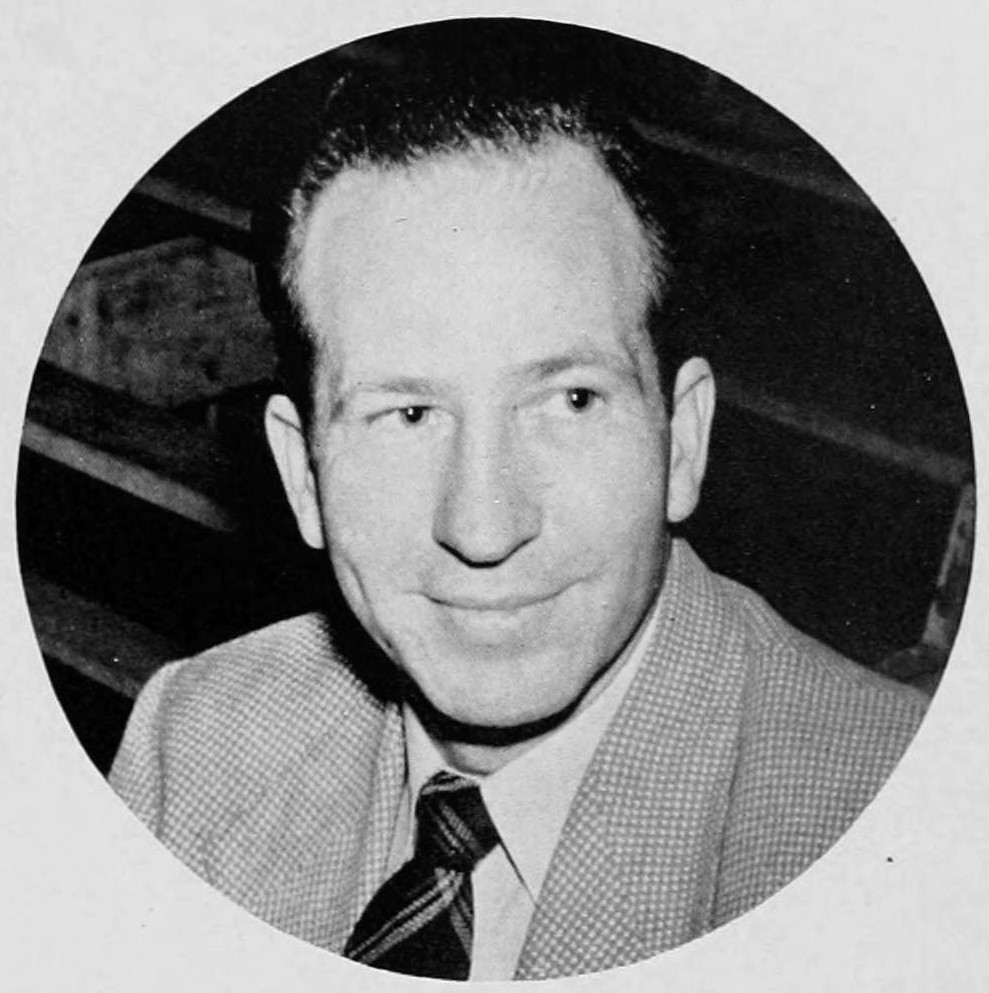
توم سكوت ، مدرب فريق تار هيل كارولاينا الشمالية لكرة السلة للرجال

توم سكوت (بالإنجليزية: Tom Scott) هو مدرب كرة سلة أمريكي، ولد في 6 يناير 1908 في Franklin, Kansas ‏ في الولايات المتحدة، وتوفي في 26 نوفمبر 1993.